# Trækopfuglens krønike
Trækopfuglens krønike (original titel, japansk: ねじまき鳥クロニクル, tr. Nejimaki-dori Kuronikuru) er en roman af den japanske forfatter Haruki Murakami. Romanen, der anses for hans hovedværk, udkom i 1994. Den bestod oprindeligt af tre mindre bøger, som blev samlet i dette værk. Genren er magisk realisme.
Bogen har sit omdrejningspunkt i hovedpersonen Toru Okadas liv og bliver fortalt fra hans synspunkt gennem en jeg-fortælling.

## Udgivelses-historie
Den originale japanske udgave blev udgivet i tre dele, som udgør de tre dele af den danske udgave i et bind.
1. Den tyvagtige Skade (泥棒かささぎ編 Dorobō kasasagi hen?)
2. Fuglen som profet (予言する鳥編 Yogen suru tori hen?)
3. Fuglefængeren (鳥刺し男編 Torisashi otoko hen?)

Bogen er udgivet på dansk i 2001.

## Handling
Den første del, "Den tyvagtige Skade," begynder med Toru Okada, en afdæmpet arbejdsløs mand, der har fået til opgave af sin kone, Kumiko, at finde deres forsvundne kat. Kumiko foreslår, at han begynder med at kigge i gyden, en aflukket stribe land bag deres hus. Efter at han har været derude og lede i et stykke tid uden held, udspørger Maj Kasahara ham. Hun har iagttaget ham i gyden. Hun inviterer ham over til hendes hus for at sidde på terrassen og se over til et forladt hus, som hun siger, er et populært tilholdssted for herreløse katte. Det afsløres, at det forladte hus måske indeholder nogle forunderlige varsler, da det har bragt uheld til alle sine tidligere ejere. Det indeholder også en tom brønd, som Toru senere bruger til at kravle ned i og tænke.
Da det ikke lykkes Toru at finde katten, beder Kumiko sin bror, Noboru Wataya, om hjælp. Hendes side af familien (hende selv dog ikke så meget) tror alle på spådom og andre clairvoyant-lignende færdigheder. Noboru anbefaler Malta Kano, og hun og hendes assistent-søster, Kreta, hjælper Toru med at finde katten ved hjælp af deres vage indsigt i fremtiden. Kreta møder Toru og begynder at fortælle ham historien om sin fortid, der involverer, at hun er blevet voldtaget af Noboru. Blandt andre hændelser, der opstår, bemærker Toru en dag, at Kumiko har en parfume på, som hun har fået som gave fra en ukendt person. Katten er stadig savnet, og den første del slutter med at løjtnant Mamiya fortæller Toru om sine krigsoplevelser.
I begyndelsen af andel del, "Fuglen som profet", viser det sig, at Kumiko er forsvundet. Kort efter har Toru et møde med Noboru og Malta, og han finder ud af, at Kumiko tilsyneladende har tilbragt tid med en anden mand og ønsker at afslutte hendes forhold til Toru. Forvirret forsøger Toru at flere ting for at berolige sig selv og tænke situationen igennem: Han taler med Maj Kasahara og genoptager arbejdet sammen med hende, gemmer sig på bunden af brønden og slentrer rundt i byen og ser på mennesker. Arbejdet med Maj involverer optælling af folk med en vis grad af skaldethed på en undergrundsbane, for en parykselskab. Mens han var på bunden af brønden (ved det forladte hus), mindes Toru tidligere tider med Kumiko, herunder deres første date i et akvarium, hvor de så på vandmænd. Han oplever også en drømmeagtig sekvens, hvor han kommer ind i et hotelværelse og taler med en kvinde, og bemærker et mærkeligt blåt mærke på kinden, efter at han har forladt brønden. Mens han slentrer i byen, tilbringer han det meste af dagen siddende uden for en doughnut-butik med at kigge på mennesker. Gennem denne aktivitet møder Toru en velklædt kvinde og også en sanger, han genkender fra sin fortid, som han følger, og slår med et bat, efter at sangeren har angrebet ham.
"Fuglefængeren" den tredje, sidste og længste del af bogen, binder de fleste løse ender, men indfører samtidig et par nye figurer. Den velklædte kvinde Toru mødte, mens han kigger på mennesker, viser sig at være Muskat, som han møder igen, da han vender tilbage til at kigge på mennesker. Hun hyrer ham til at aflaste kunderne, midaldrende eller ældre kvinder, for en slags indre uro, der udvikler sig inde i dem. Den blå mærke er involveret i dette på en eller anden måde, selvom det aldrig bliver forklaret. Til gengæld modtager Toru betaling og delvis besiddelse af det forladte hus, der var blevet købt til videresalg af et ejendomsagentur. Kanel, Muskats søn, vedligeholder huset og udstyrer brønden med en stige og en mekanisme til at åbne og lukke brønddækslet nede fra bunden. Toru kravler jævnligt ned i bunden af brønden for at tænke og forsøge på at besøge hotelværelset igen. Katten, der næsten ikke har været nævnt efter Kumikos forsvinden, dukker op i Torus hjem efter at have været forsvundet i næsten et helt år. Toru diskuterer Kumikos forsvinden med Noboru direkte og indirekte (gennem Ushikawa) og får til sidst arrangeret en chat med hende via internettet, hvorunder han bruger hendes erindring om vandmændene ved deres første date som et middel til at bekræfte hendes identitet. Til sidst bliver Toru i stand til at rejse til hotelværelset fra brønden og konfronterer kvinden og indser, at hun er Kumiko og bryder fortryllelsen. Det afsløres i denne virkelighed, at Noboru er blevet slået i koma med et bat, af en voldsmand, som er beskrevet til at ligne Toru. En ukendt mand kommer ind i hotelværelset og angriber Toru, den ubudne gæst, med en kniv. Toru kæmper tilbage med sit bat og dræber manden, før han undslipper tilbage til brønden. I brønden, forslået og ude af stand til at bevæge sig, besvimer Toru, efter at brønden fyldes med vand. Kanel redder ham, og nogle dage senere meddeler Muskat ham, at Noboru i denne virkelighed har haft et slagtilfælde og nu er i koma. Kumiko sender ham en besked på computeren for at lade ham vide, at hun har det godt, men har til hensigt at dræbe Noboru ved at afbryde den maskine, der holder ham i live på intensiv-afdelingen. Det afsløres ved et møde mellem Toru og Maj, at det er lykkedes for Kumiko, og at hun nu sidder i fængsel og afventer sin dom, efter at have tilstået sin handling. Toru siger, at han vil vente på hende, og siger farvel til Maj.

## Hovedpersoner
Bogen har mange mere eller mindre vigtige personer, men de følgende er blandt de vigtigste:
- Toru Okada:  Fortælleren og hovedperson. Toru er en passiv og ofte apatisk ung mand, der bor i en forstad i Japan. Han er Kumikos mand og opfylder løbende andres ordrer eller ønsker. Han havde et job i et advokatfirma, men i øjeblikket arbejdsløs, og han er indbegrebet af passivitet.
- Kumiko Okada: Kumiko er Torus kone, og som parrets forsørger, er hun den mere selvstændige af de to. Hun arbejder i forlagsbranchen.
- Noboru Wataya: Noboru er Kumikos bror. Han præsenteres som en figur med medietække; offentligheden elsker ham, men Toru kan ikke udstå ham. Noboru optræder som en akademiker i starten, bliver en politiker i historien, og har tilsyneladende intet personligt liv. Han siges at være skjult bag en facade - kun stil, og ingen substans. ( "Noboru Wataya" er også navnet som Toru og Kumiko gav til deres kat, som Toru senere omdøber til Makrel, ligesom fisken. Navnet på personen optræder også i Family Affair, oversat af Jay Rubin, i samlingen The Elephant Vanishes)
- Maj Kasahara: Maj er en teenagepige, som burde gå i skole, men ikke gør det, efter eget valg. Toru og hun kommunikerer temmelig konstant igennem en god del af romanen; når Maj ikke er til stede, skriver hun breve til ham. Deres samtaler ansigt til ansigt er ofte bizarre og kredser om døden og forværring af menneskers liv. Endnu mere bizart er den muntre og decideret ikke-alvorlige atmosfære, hvori disse samtaler finder sted.
- Løjtnant Mamiya: Mamiya var officer under den japanske besættelse af Manchukuo, og møder Toru under opfyldelsen af Hr. Hondas testamente. Han har fået ar på sjælen af at være vidne til at en foresat officer blev flået levende, og flere nætter tilbragt i en udtørret brønd. Han fortæller Toru sin historie både personligt og i breve.
- Malta Kano: Malta Kano er en slags medium, der skiftede navn til "Malta" efter udførelse en slags "askese" på øen Malta i nogen tid. Hun er hyret af Kumiko til at hjælpe Okada-familien med finde deres forsvundne kat.
- Kreta Kano: Maltas lillesøster og en slags lærling. Hun beskriver sig selv som en "tanke-luder". Det er foruroligende for Toru, at Kreta har en næsten identisk lighed med Kumiko.
- Muskat Akasaka: Muskat møder Toru første gang da han sidder på en bænk og ser på folks ansigter hver dag i Shinjuku. Anden gang de mødes, er hun tiltrukket af det blå-sorte mærke på hans højre kind. Hun og Toru deler et par mærkelige tilfældigheder: Trækopfuglen i Torus have og det blå-sorte mærke på kinden optræder i Muskats Anden Verdenskrigs-relaterede historier, og også Muskats far og løjtnant Mamiya (en bekendt af Toru) er forbundet af Anden Verdenskrig. "Muskat Akasaka" er et pseudonym hun valgte for sig selv, efter at hun overfor Toru insisterer på, at hendes "rigtige" navn er irrelevant. Hendes rigtige navn bliver aldrig nævnt i romanen.
- Kanel Akasaka: Kanel er Muskats voksne søn, der ikke har talt siden 6-års alderen. Han kommunikerer gennem et system af håndbevægelser og bevægelse af læberne. På en eller anden måde finder folk, der har lige mødt ham (som formentlig aldrig har lært mundaflæsning eller brugt tegnsprog), ham helt forståelig. "Kanel," er ligeledes et pseudonym skabt af Muskat.